# Іван Дуйчев
Іван Дуйчев (болг. Иван Дуйчев; 1 травня 1907, м. Софія — 24 квітня 1986, там само) — болгарський учений-медієвіст, один із найавторитетніших фахівців у галузі слов'яно-візантійських та міжслов'янських досліджень, особливо у сфері джерелознавства, палеографії та бібліографії.

## Біографія
Народився в м. Софія (Болгарія). Мав ґрунтовні знання з мов і давніх писемних джерел, набуті у Софійському університеті та під час тривалої спеціалізації в Римському університеті, Вищій школі з архівістики (архівознавство та архівна справа в їх єдності) й палеографії у Ватикані та в інших міжнародних інституціях. Опублікував багато монографічних праць та бл. 700 наукових статей із різних проблем давньої історії та медієвістики.
Провідні напрями в дослідженнях Дуйчева — проблеми формування болгарської народності та її державності в контексті взаємозв'язків з іншими народами в добу середньовіччя. Ці проблеми і, зокрема, зв'язки давньоболгарської держави з Київською Руссю він вивчав, спираючись на численні давньослов'янські, латинські, візантійські, арабські та інші писемні джерела. Його праці мають важливе значення й для дослідження давньої історії та культури України. Працюючи в архівах, Дуйчев видрукував багато давніх писемних пам'яток про творення слов'янської писемності, про давнє слов'янське літописання (Манасієва хроніка та ін.), які ґрунтовно досліджував, а також пам'ятки пізніших часів, зокрема документи про поїздку Петра Парчевича до Богдана Хмельницького (див. Парчевича Петра дипломатична місія 1657). Наукові праці Дуйчева видані 15-ма мовами. В останні роки життя очолював Болгарську археографічну комісію при Народній бібліотеці ім. Кирила і Мефодія в Софії.
Протягом 50-річної праці зібрав велику кількість унікальних писемних джерел за період з найдавніших часів до 17 ст. включно, частина з них знаходиться в особистому архіві Дуйчева разом із його рукописами. Відповідно до заповіту вченого в його будинку на базі архіву й бібліотеки створено Центр слов'яно-візантійських досліджень ім. акад. І.Дуйчева (при Софійському університеті).
Помер у м. Софія.